# Dembea
Dembea é um gênero de mariposa pertencente à família Crambidae.